# Calcio fiorentino

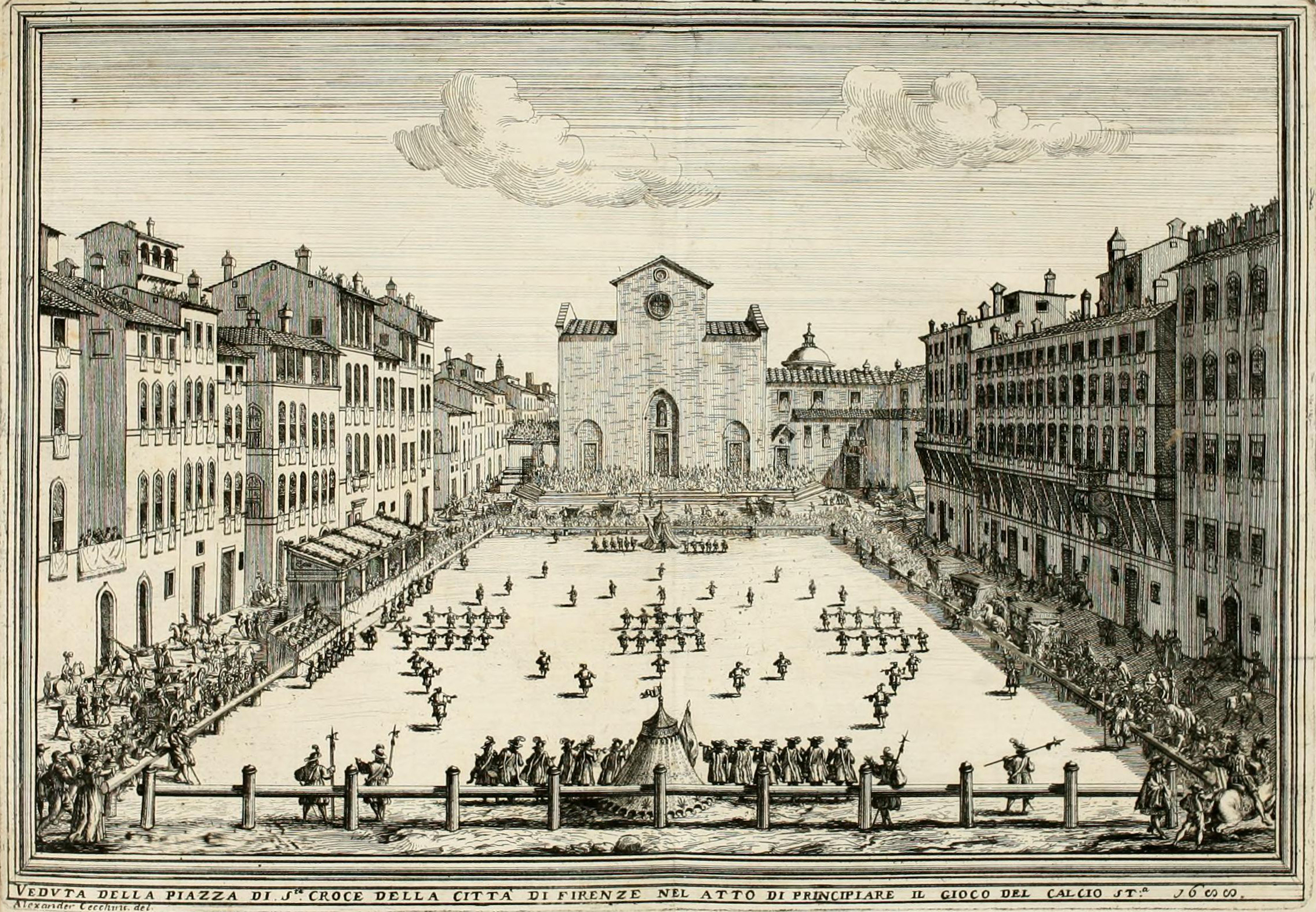
Il·lustració d'un partit de Calcio Fiorentino el 1688

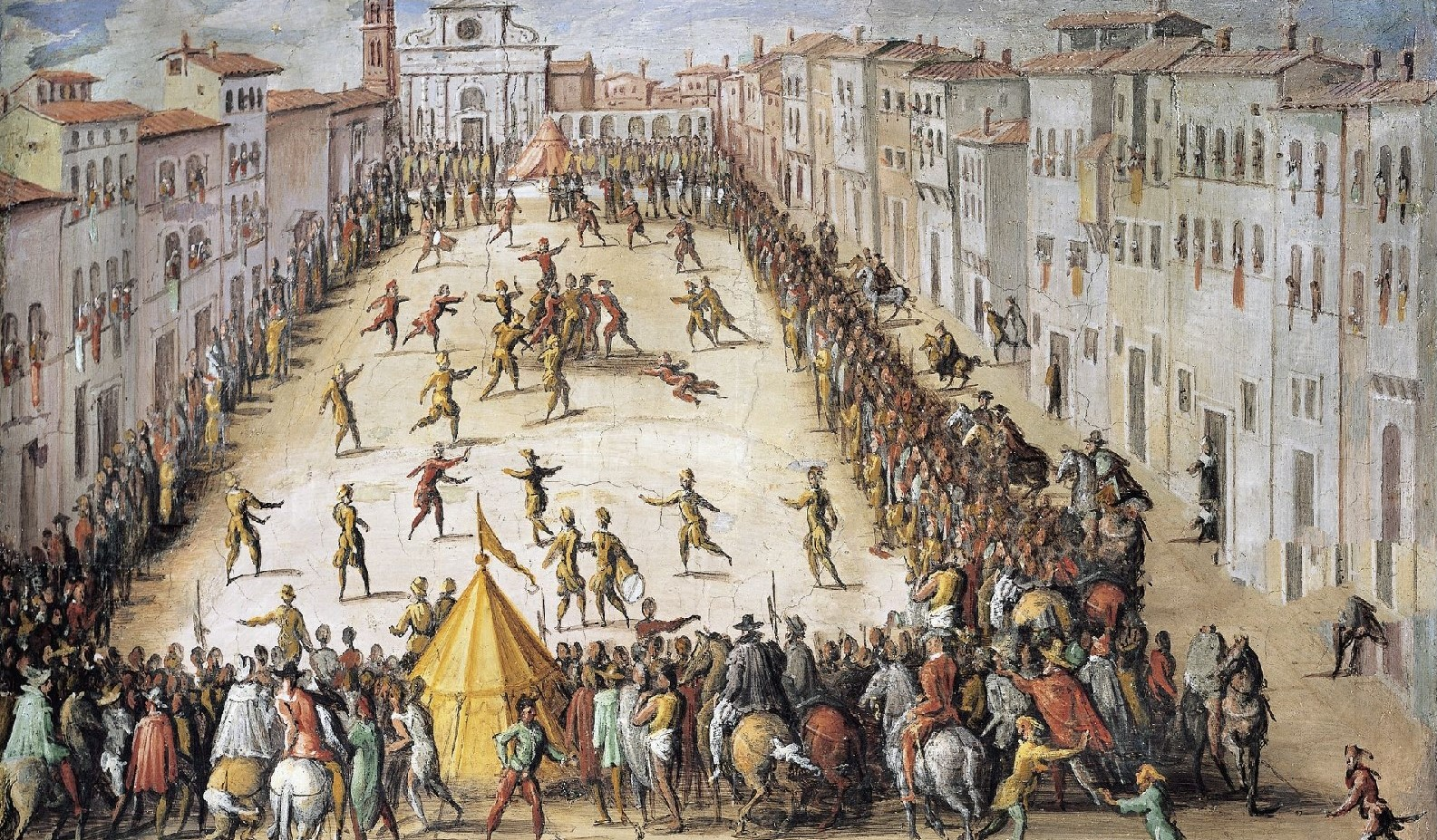
Quadre d'un partit de calcio a la Piazza Santa Maria Novella de Florència. Pintat per Jan Van der Straet

El calcio florentí és una forma primitiva del futbol, originària del segle XVI a Itàlia. La Piazza Santa Croce de Florència és el bressol d'aquest esport, que va començar coneixent-se com Gioco del calcio Fiorentino ("joc de puntada florentí") o simplement calcio ("puntada").

## Història
Les regles oficials del calcio van ser publicades per primera vegada el 1580 pel comte florentí Giovanni de 'Bardi, i es diferenciava de la futbol de carnaval per ser més organitzat i menys violent. Com el harpastum de l'Antiga Roma, es jugava amb dos equips de 27 jugadors, usant ambdós peus i mans. Dels 27 jugadors 5 són porters, i l'objectiu del joc era sumar més punts que l'equip rival. Per això, es col·locava un forat a cada costat del camp de joc, i s'havia d'introduir la pilota en aquests forats, amb la qual cosa s'obtenien 2 punts, però si es fallava el tir, se sumava mig punt a l'equip rival. El camp de joc era de dimensions similars a un camp de futbol actual, però cobert per sorra.
Cada trobada durava 50 minuts, era controlat per vuit àrbitres: un àrbitre principal, sis jutges de línia i un mestre de camp, i el guanyador era l'equip amb més punts o 'cacce' obtenia.
Al principi, el calcio era només per als aristòcrates rics, que jugaven cada nit entre l'epifania i la quaresma. En el Vaticà, fins i tot els papes, com Climent VII, Lleó XI i Urbà VIII van ser coneguts per jugar-hi.
L'esport no va ser jugat al voltant de dos segles, però va reviure al segle vint, quan es van organitzar jocs el 1930 durant el govern de Benito Mussolini. Actualment es segueixen disputant tornejos.
Actualment, es juguen tres partits cada any a la Piazza Santa Croce, durant la tercera setmana de juny. La versió moderna permet tàctiques com cops de cap, cops de puny, cops de colze i l'estrangulació, però prohibeix cops baixos o des del darrere i puntades de peu al cap.
Si bé el calcio florentí no es va desenvolupar en les Illes Britàniques, una de les variants del futbol de carnaval es va veure influït pel calcio en l'any 1561. El calcio florentí és un dels pocs codis externs a les Illes Britàniques que va tenir incidència en la creació dels codis actuals.

## Equips

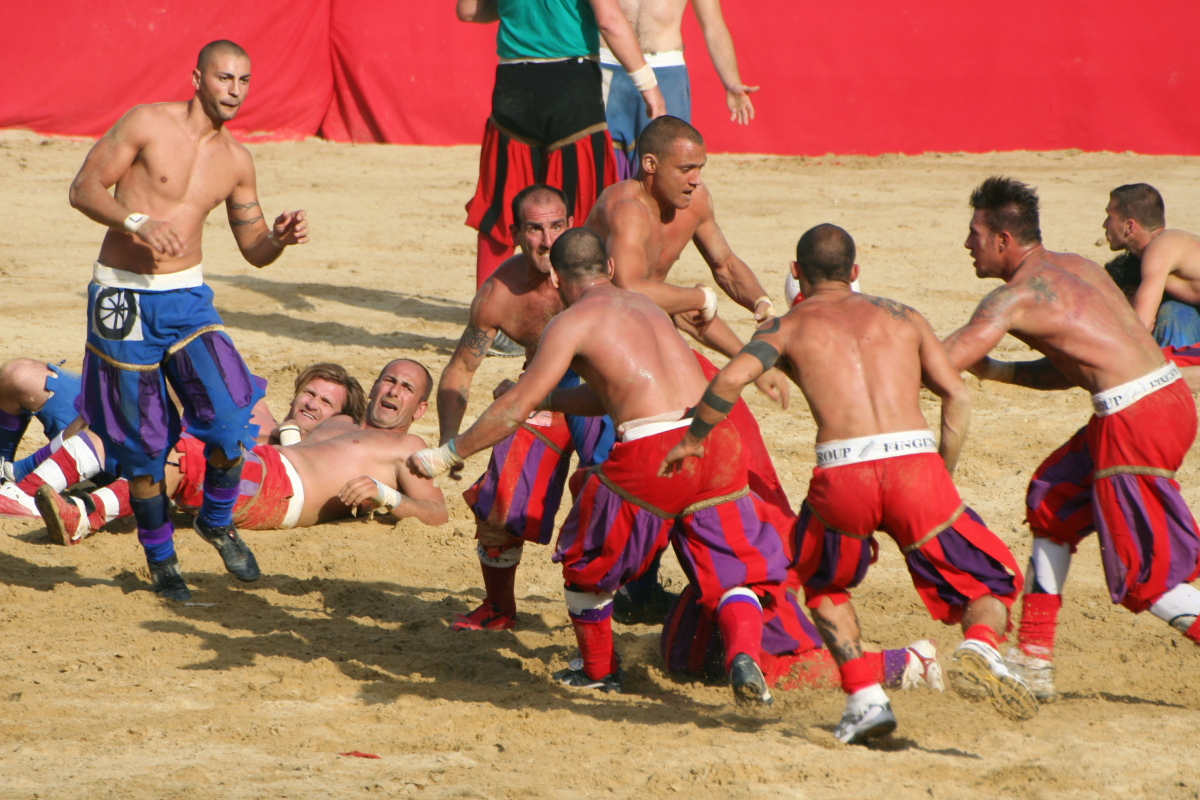
Partit entre els Azzurri (blaus) i els Rossi (vermells)

A Florència es disputava un torneig compost per quatre equips que representaven a quatre zones de Florència, i cada equip tenia un color distintiu:
- Santa Croce/Azzurri (blaus)
- Santa Maria Novella/Rossi (vermells)
- Sant Spirito/Bianchi (blancs)
- San Giovanni/Verdi (verds)

El públic animava els equips amb cants i banderes amb els colors del seu equip, actituds similars a les que es veuen en el futbol actual.

Emblema dels Bianchi di Santo Spirito
Emblema dels Azzurri di Santa Croce
Emblema dels Rossi di Santa Maria Novella
Emblema dels Verdi di San Giovanni